# کاهوی دریایی خاردار
آلوا اکانتفرا (انگلیسی: Ulva acanthophora) گونه‌ای جلبک دریایی است که در باخا کالیفرنیا، کالیفرنیا و مکزیک یافت می‌شود.